# Parastrangalis negligens
Parastrangalis negligens là một loài bọ cánh cứng trong họ Cerambycidae.